# 碑文谷一家
碑文谷一家（ひもんやいっか）は、東京都品川区に本部を置く暴力団で、指定暴力団稲川会の二次団体。

## 略歴
フランスの映画監督ジャン＝ピエール・リモザンは、十代目碑文谷一家若頭熊谷組組長の熊谷正敏に密着して、ドキュメンタリー映画『Young Yakuza』と題された映画を制作した。2013年10月14日、第13回山形国際ドキュメンタリー映画祭で、『Young Yakuza』が日本初上映された。
2016年1月25日、兵庫県警暴力団対策課と神戸西署は、暴力団の利用を拒否している大阪市のホテルに宿泊した詐欺の疑いで、十代目碑文谷一家若頭熊谷組組長の熊谷正敏を逮捕した。